# Manuel Scorza
Manuel Scorza Torres (Lima, 9 settembre 1928 – Madrid, 27 novembre 1983) è stato uno scrittore e politico peruviano.

## Biografia
Iniziò la sua formazione culturale e politica in Perù, anche se a soli 20 anni, a causa della sua febbrile attività politica fu costretto all'esilio. Soggiornò per molti anni in Messico, Uruguay e Spagna.
Ritornato in Perù dopo oltre un decennio, Scorza fu costretto nel 1968 ad un secondo esilio, sempre a causa del suo impegno politico a favore delle comunità indigene. Soggiornò a Parigi dove fu lettore di letteratura ispanoamericana all'École normale supérieure di Saint Cloud.

### L'incidente mortale
Morì nel 1983, quando il Boeing 747 della compagnia colombiana Avianca sul quale viaggiava si schiantò al suolo un minuto prima di atterrare all'aeroporto di Madrid-Barajas, per cause tuttora poco chiare. Scorza stava andando a Bogotà in Colombia per partecipare a un convegno. Insieme a lui persero la vita anche lo scrittore messicano Jorge Ibargüengoitia e la politica Bernadette Landru.

## Opera e tematiche letterarie
L'opera letteraria di Scorza è tutta incentrata sulla difesa della causa degli indigeni e delle comunità contadine del Perù.
Con l'obiettivo di difendere l'identità e i diritti del suo popolo, Scorza scrive una pentalogia conosciuta come "La Ballata" (la Balada), o anche "Guerra silenziosa", con la quale, combinando sapientemente poesia, racconti popolari e storia, racconta la lotta senza tempo dei contadini per recuperare le proprie terre, sottratte dalle multinazionali minerarie e dai fazenderos latifondisti. In questo scenario prendono corpo le epiche lotte contro il recinto, che giorno dopo giorno e avanzando con la sua barriera di acciaio e filo spinato, sottrae campi agli indios contadini e le rivolte di questi ultimi, represse con il sangue.
La pentalogia si apre con Rulli di tamburo per Rancas (Redobles por Rancas, 1970), continua con Storia di Garabombo, l'invisibile (Historia de Garabombo, el Invisible, 1972), Il cavaliere insonne (El Jinete Insomne, 1976), Cantare di Agapito Robles (Cantar de Agapito Robles, 1976) e si conclude con La Vampata (La Tumba del Relámpago, 1978).
I protagonisti dei primi quattro romanzi sono eroi indios, ciascuno affetto da una malattia meravigliosa: Héctor Chacón (Rulli di tamburo per Rancas) è affetto dalla nictalopia: come i gatti vede meglio di notte che di giorno. In questo modo riuscirà ad organizzare la lotta contro l'oppressore, rappresentato dal Giudice Montenegro, emissario del governo di Lima.
Fermín Espinoza (Garabombo), gode invece del dono dell'invisibilità. È visibile a tutti coloro che sono oppressi e invisibile agli oppressori; diventa visibile a tutti quando lotta e reclama per i suoi diritti e per i diritti della comunità indigena. Questa condizione rappresenta metaforicamente la mancanza di coraggio degli indios, l'invisibilità è determinata dal silenzio, dalla rinuncia a rivendicare i propri diritti.
Anche a Raymundo Herrera (Il Cavaliere Insonne) accade una condizione simile a quella di Garabombo: quando nel 1705 vengono sottratte le terre alla comunità indigena, per Raymundo il tempo si ferma ed egli inizia a soffrire di insonnia. Malattia che riesce a superare soltanto il giorno in cui la sua comunità decide di lottare, 257 anni dopo.
Agapito Robles (Cantare di Agapito Robles) ha ricevuto come sortilegio da una strega, la capacità di trasformarsi in un puma. A differenza degli altri tre precedenti eroi, Agapito non cerca di ottenere la restituzione delle terre, di rivendicare i propri diritti dimostrando con le carte e con i vecchi contratti il diritto di proprietà delle comunità indigene: egli vuole conquistare le terre usurpate con la forza e istigando il suo popolo a prendere le armi.
Genaro Ledesma (La Vampata) non è un eroe campesino come gli altri quattro precedenti. Ledesma è un avvocato del popolo, fervente sostenitore delle idee del socialismo di Mariátegui, amico dello stesso Scorza, lettore appassionato di César Vallejo. Anche per lui è chiaro che il problema degli indios è la perdita del possesso delle terre e che, fino a quando lo schema socioeconomico rimanga fondato sul latifondo, le comunità indigene non avranno giustizia. Per questo accetta di guidare la lotta dei comuneros, ma si accorge ben presto che gli indios non sono preparati per la lotta armata: se il problema è quello di scontrarsi con un sistema economico latifondista finanziato da capitali stranieri, l'azione di un gruppo di indios male organizzati e male armati non si potrà risolvere in forme diverse dall'ennesimo massacro di contadini.
Durante il suo esilio parigino Scorza scrive quello che doveva essere il primo libro di una trilogia dedicata ai conflitti individuali e collettivi provocati dalle guerre rivoluzionarie in America Latina, La danza immobile (La Danza Inmóvil).
Questo romanzo, scritto poco prima della sua tragica scomparsa è una riflessione esistenziale stesa con ironia pungente e fondamentalmente è anche una storia di amore e di guerra. I personaggi sono essenzialmente due: uno scrittore, membro di un movimento guerrigliero peruviano ed il suo testo. La narrazione si apre a descrivere la vita degli esiliati sudamericani a Parigi, la sovversione, gli amori, la vita sregolata, le frustrazioni e le delusioni umane.

## Opere
- La danza immobile (1983)

### La Ballata
- Rulli di tamburo per Rancas (1970)
- Storia di Garabombo l'Invisibile (1972)
- Il cavaliere insonne (1977)
- Cantare di Agapito Robles (1977)
- La Vampata (1979)